# Gephyrocapsa oceanica
Gephyrocapsa oceanica es una especie de cocolitóforo. Es la especie típica  del género Gephyrocapsa. Es considerada como un importante marcador bioestratígrafico del pleistoceno.